# Château de Roquetaillade
Le château de Roquetaillade est un château situé en Gascogne sur le territoire de la commune de Mazères, dans le département de la Gironde. Le site est en réalité constitué de deux châteaux (le « vieux château » construit au XIIe siècle et le « chateau neuf » remontant au XIVe siècle) et d'une chapelle dans une même enceinte fortifiée qui enserrait jadis une importante ville. La seconde forteresse est aménagée en château d'agrément au XVIe siècle puis au XIXe siècle.
Jamais vendu, Roquetaillade est un des rares châteaux en France qui a toujours été habité depuis ses origines. Roquetaillade fait partie des mille bâtiments emblématiques français classés par Prosper Mérimée en 1840 sur la première liste monument historique. Pour sa sauvegarde, Roquetaillade est ouvert au public en 1956 et il fait partie du Réseau Natura 2000 depuis 2010.

## Présentation
Roquetaillade veut dire « taillé dans le roc ». L'existence sur le site de grottes naturelles et d'un piton rocheux, lequel rend l'endroit favorable à une installation humaine dès la Préhistoire. De nombreux silex taillés trouvés sur place témoignent de cette présence et sont aujourd'hui visibles dans la salle d’accueil du château.
Aujourd'hui Roquetaillade se présente de la manière suivante :
- le « vieux château » dont les vestiges de pierre remontent au Xe siècle ;
- le « château neuf » qui date du début du XIVe siècle est bâti à la demande de Gaillard de La Motte, neveu du pape Clément V[3]. Il est aménagé à deux reprises : au XVIe siècle mais aussi au XIXe siècle par Viollet-le-Duc, qui y entreprend un important travail de décoration.
- la chapelle Saint-Michel, qui au XIIe siècle était celle du village.

## Historique

### Les origines de la famille
C'est vers l'an 1000 que des premières archives mentionnent l'existence d'un chevalier nommé Raymond, originaire du castellum de la Motta dans le Bazadais, d'où le patronyme « La Motte ». Leur blason, « parti d'argent à aigle de sable » doit peut-être son origine à une reprise partielle des attributs du blason symbolique de Charlemagne, selon un usage de l'époque.
Si Roquetaillade n'a jamais été vendu et qu'il a toujours été transmis par héritage, le nom de la famille a changé trois fois depuis les origines. En 1552, Catherine de La Motte épouse Jean de Lansac et lui apporte le château en dot. En 1789, Marie Henriette, fille du dernier marquis de Lansac, épouse François de Laborie, lui apportant en dot les terres et le château. Sous la Révolution, elle divorce de son mari afin de sauvegarder le patrimoine familial, son époux ayant rejoint les rangs des émigrés. En 1815, sa fille, Marie-Joséphine de Lansac, se marie avec Hippolyte de Mauvesin et apporte le château dans sa dot. En 1864, leur fils, le marquis Lodoïs de Mauvesin et son épouse Geneviève, née de Galard-Béarn, héritent de Roquetaillade,. Ce sont eux qui feront procéder aux importants aménagements intérieurs exécutés par Viollet-le-Duc. Ayant perdu leur unique enfant, les Mauvesin transmettent Roquetaillade à leur cousin Hippolyte de Baritault, dont la famille continue encore aujourd'hui l'entretien du château.

### Le Vieux château
Selon la tradition orale, c'est Charlemagne qui érige à Roquetaillade un premier fortin en bois vers la fin du VIIIe siècle. Par la suite, et jusqu'au XIIIe siècle, le Vieux Château subit d'importantes modifications. De simple motte féodale avec palissade en bois, le bâtiment militaire se complexifie et se mue en forteresse de pierre. Sur cette longue période, de nouvelles constructions défensives, des tours, barbacanes et remparts se superposent au bâtiment primitif qui finit par disparaitre. L'organisation exacte du Vieux Château pendant ces cinq-cents premières années est très difficile à décrypter aujourd'hui et aucune étude approfondie n'a été effectuée sur l'évolution précise du bâtiment. Mais l'envergure du site reflète l'importance politique des La Motte (Barons de Bazas et de Langon) et la puissance de la seigneurie de Roquetaillade à l'époque.
La dernière modification connue du Vieux château est l'agrandissement de la tour-porte vers 1305. Cette tour était le point d'accès du village au château.

### Le village
En 1274 est mentionné pour la première fois dans les archives d'un village fortifié ou castelnau de Roquetaillade. Ces archives font aussi état de la présence à Roquetaillade de bourgeois, ce qui confirme que l'agglomération était close de murs. En 1466, les archives font de Roquetaillade une ville aussi importante que Langon ou La Réole.
La fin de la guerre de Cent Ans en 1453 marque un retour à la sécurité et l'enceinte protectrice du bourg perd de son intérêt. La ville sera lentement abandonnée et, à la fin du XVIe siècle, elle avait totalement disparu.
Le seul bâtiment non militaire qui reste aujourd'hui de cette époque est la chapelle Saint-Michel, de la fin du XIIIe siècle. Au XIXe siècle, Viollet-le-Duc y crée un décor étonnant avec notamment un plafond à caissons d'inspiration mauresque. Ce travail est en cours de classement Monument historique (2024).

### Le château Neuf
En 1306, avec la permission du roi Édouard Ier d'Angleterre, le cardinal de la Motte, neveu du pape Clément V, bâtit une deuxième forteresse à Roquetaillade : le « Château Neuf ». Les influences anglaises se ressentent dans le style du bâtiment. C'est ainsi que dans de nombreux films Roquetaillade se retrouve situé en Grande-Bretagne (Fantômas contre Scotland Yard, Les Séducteurs, Highlander).
Deux raisons expliquent la création d'un deuxième château sur le site de Roquetaillade. Premièrement, les moyens financiers du nouveau pape Clément V et les charges qu'il a données à son neveu ont certainement participé à la décision. L'autre raison, c'est qu'au Vieux Château il n'y avait pas de puits : il était seulement équipé d'une citerne pour récupérer les eaux de pluie et d'une source se trouvant dans les remparts, au débit incertain et difficilement défendable. Cela pouvait être un énorme handicap en cas de long siège.
Cette nouvelle construction de plan carré avec six tours et un donjon central concentrait toutes les dernières innovations et techniques de défense active. Il est efficace de par sa simplicité. À l'art militaire et le besoin de se défendre s'allie aussi la recherche d'un confort seigneurial : le château de Roquetaillade, ainsi que les autres châteaux dits clémentins (châteaux construits par la famille du pape : Villandraut, Budos, Fargues, du Hamel…), sont les premiers exemples de palais-forteresses en France.

## Transformation et restauration

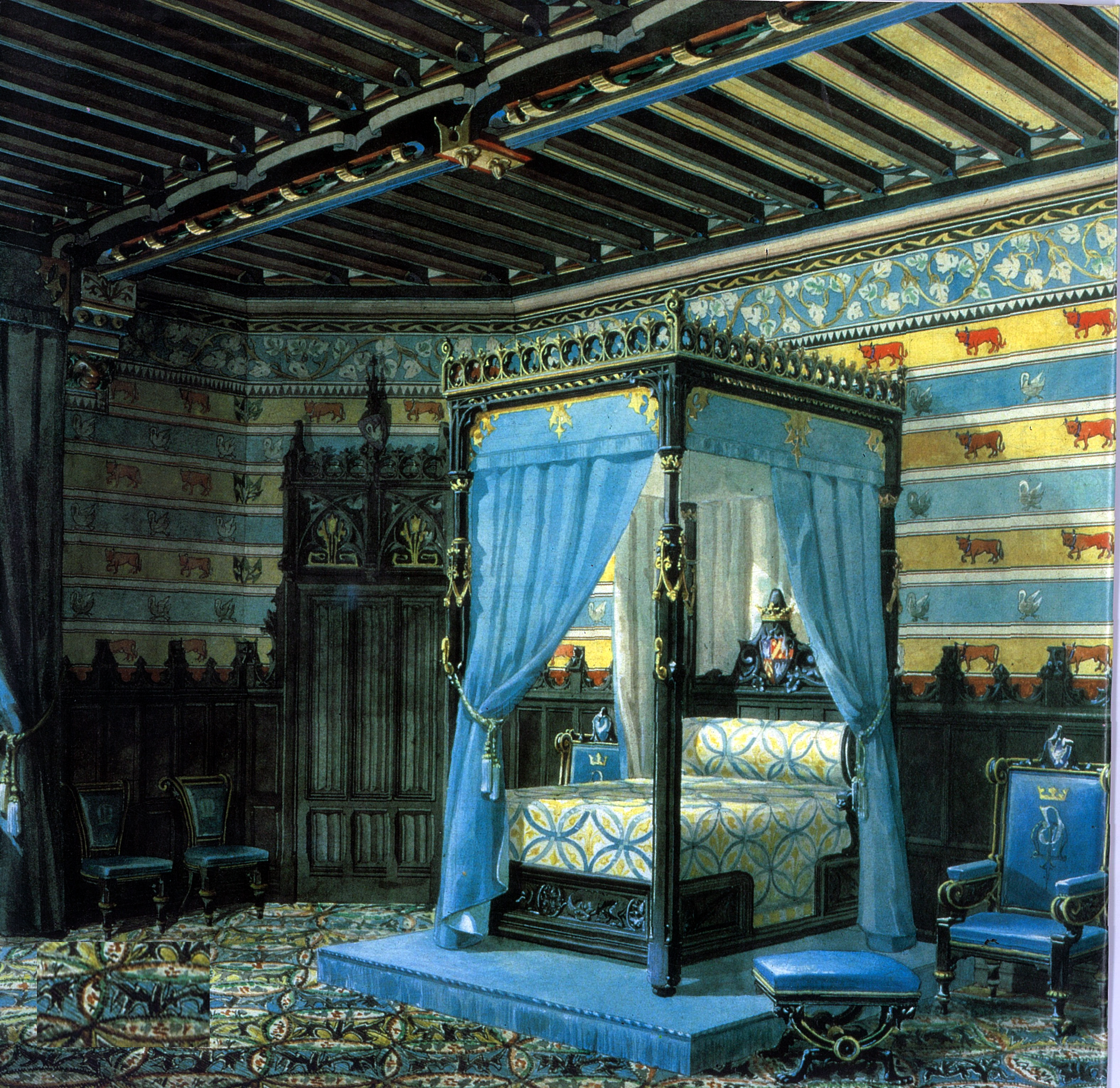
Projet de chambre pour les Mauvesin, propriétaires du château de Roquetaillade.

La date de 1598 marque la fin des guerres de Religion et la paix civile revient. Roquetaillade subit alors ses premières transformations. En 1599 les Lansac profitent de la paix retrouvée pour aménager le premier étage du bâtiment militaire : de grandes fenêtres remplacent les meurtrières et de somptueuses cheminées Renaissance sont construites par Pierre Souffron. Ce seront les premières d'une série dans la région qui incluent celles du château de Cadillac exécutées vers 1611.
À la Révolution, le château subit peu de dégâts, mais le sommet d'une tour ainsi que quelques meurtrières sont détruites. Pendant la Terreur, le château et ses habitants seront épargnés certainement grâce aux accointances qu'avait Henriette de Lansac avec Tallien, chef de la Terreur à Bordeaux. À la fin du XVIIIe siècle le donjon est frappé par la foudre et subit d'importants dégâts.
Au début du XIXe siècle, le bâtiment était en assez mauvais état. Vers 1850, l'architecte bordelais Perié restitue les créneaux sur les courtines, répare le donjon, unifie les ouvertures et modifie les toitures en poivrière des tours rondes.
C'est en 1864 que Lodois de Mauvesin et sa femme décident de mettre « au goût du jour » la vieille bâtisse et de transformer les intérieurs. Pour cela, ils font appel à Viollet-le-Duc sur le conseil du dessinateur archéologue bordelais Léo Drouyn, ami de la famille. Le chantier durera de 1864 à 1878, avec une interruption après la chute de Napoléon III en 1870.
Accaparé par de nombreux chantiers, Viollet-le-Duc délègue celui-ci à l'un de ses nombreux élèves. À Roquetaillade, ce sera Edmond Duthoit, descendant d’une longue lignée de tailleurs de pierre, une profession que Viollet-le-Duc admirait beaucoup et qu'il dénommait les « imagiers du Moyen Âge ». Rencontré à l’adolescence sur le chantier d’Amiens, Viollet-le-Duc se prend d’affection pour le petit Edmond et décide de le former. Le chantier de Roquetaillade coïncidait aussi avec un autre chantier dans le Sud-Ouest, celui du château d'Abbadia que Duthoit suit déjà. À Roquetaillade, il applique à la lettre toutes les recommandations du maître en y rajoutant quelques inspirations de ses voyages. Viollet-le-Duc se rend à Roquetaillade à deux reprises pour vérifier les travaux, notamment en 1866 où il avait envoyé Edmond Duthoit en Orient pour un voyage d'étude.
En 1871, Viollet-le-Duc, condamné à mort par la Commune de Paris, s'exile en Suisse. Après un arrêt de quatre ans, Edmond Duthoit achève le projet entre 1875 et 1879.
Roquetaillade est le seul exemple en France d'une opération complète exécutée par Viollet-le-Duc : restauration, création, décoration, mobilier, organisation sociale et intendance. Les décors de Viollet-le-Duc annoncent avant l'heure l'Art nouveau par leurs arabesques organiques, les couleurs chatoyantes, le bestiaire fantastique, ainsi que tout un mobilier inspiré par ses dictionnaires. C'est une dictature de style où rien n'est oublié et sans aucune place pour autre chose, un « art total », système esthétique que Viollet-le-Duc avait essayé d'imposer aux Beaux-Arts mais qui sera repris par certains artistes se réclamant de l'Art nouveau comme Gaudi, Horta ou Guimard, qui ont tous été inspirés par Viollet-le-Duc.

## Protection
Une première protection de Roquetaillade est décidée sous Prosper Mérimée en 1840, qui le place parmi les mille premiers bâtiments classés monuments historiques. Les décors de Roquetaillade, le Vieux Château et la chapelle font l'objet d'un classement au titre des monuments historiques par arrêté du 12 octobre 1976. Le parc du château, incluant les ruines de l'enceinte médiévale, le ruisseau du Pesquey et ses berges, le chalet du XIXe siècle et le pigeonnier du Crampet font l'objet d'une inscription au titre des monuments historiques par arrêté du 7 novembre 2002. Le travail de Viollet le Duc est en cours de classement (2024).

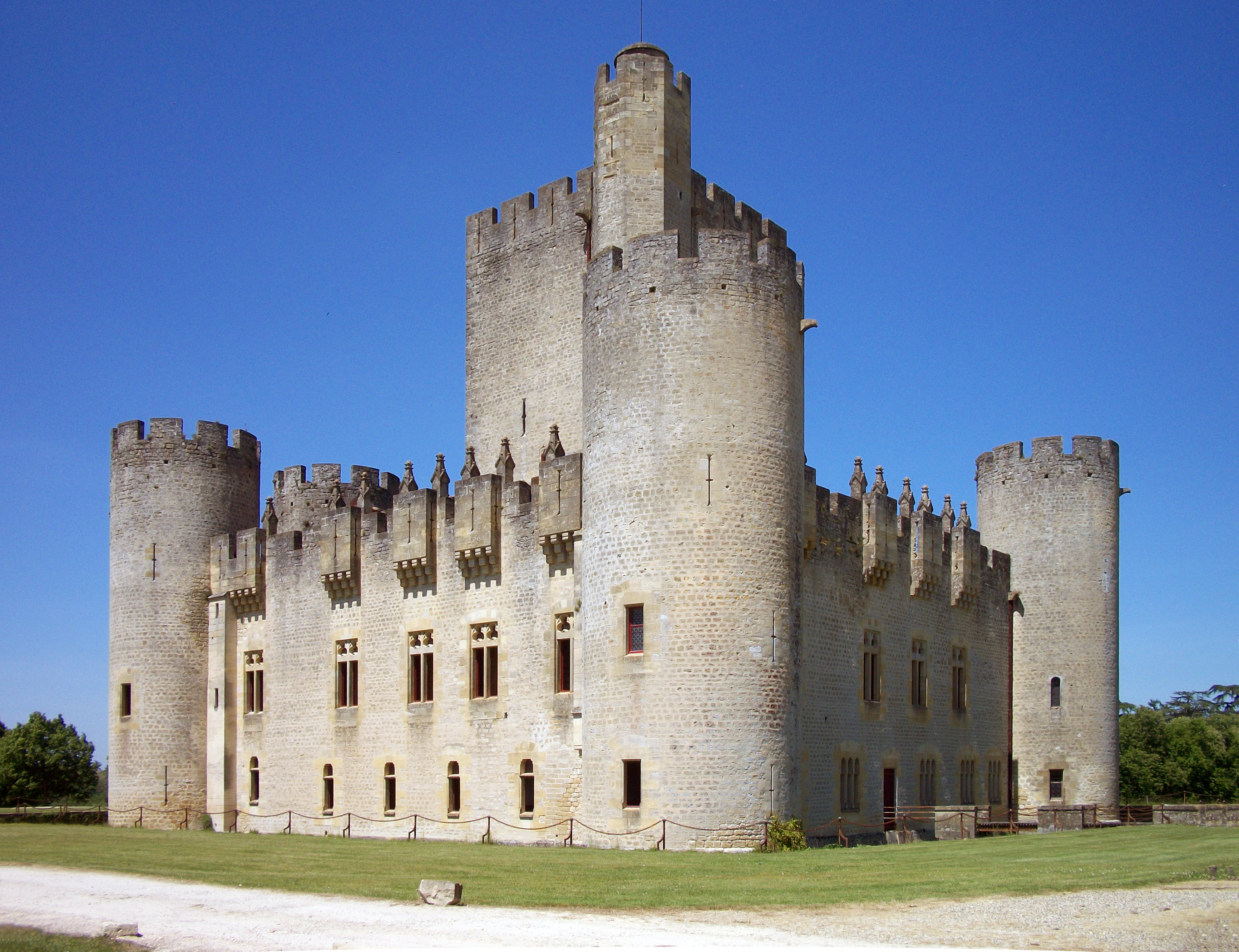
Le château neuf.
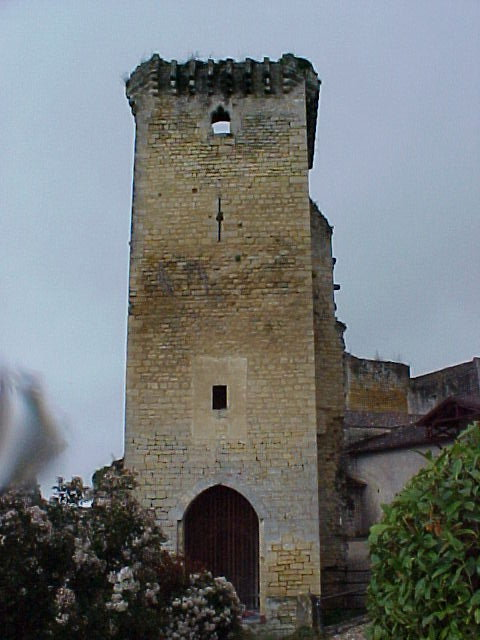
Le Vieux château.
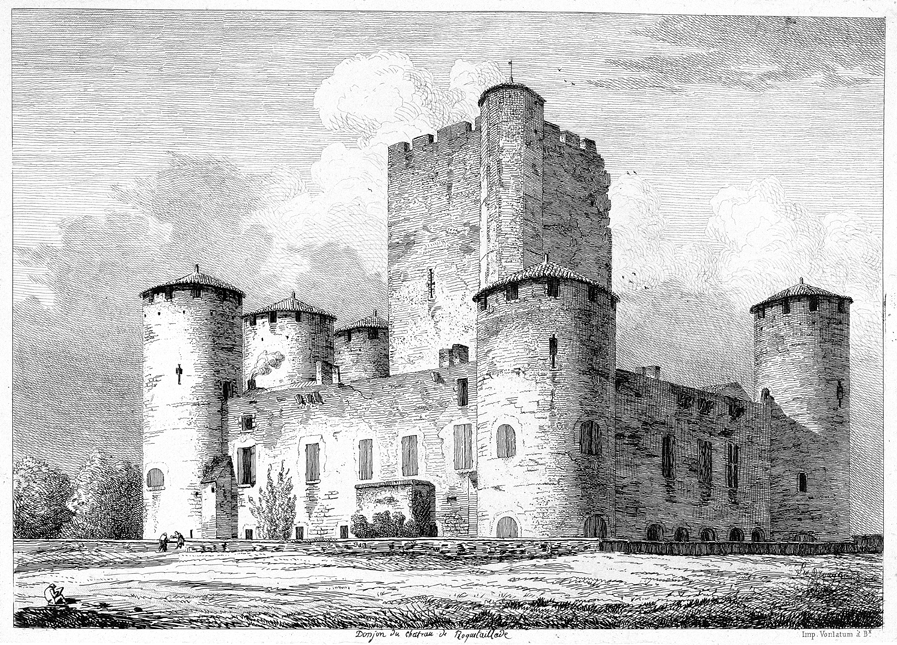
Gravure de Léo Drouyn (1845).
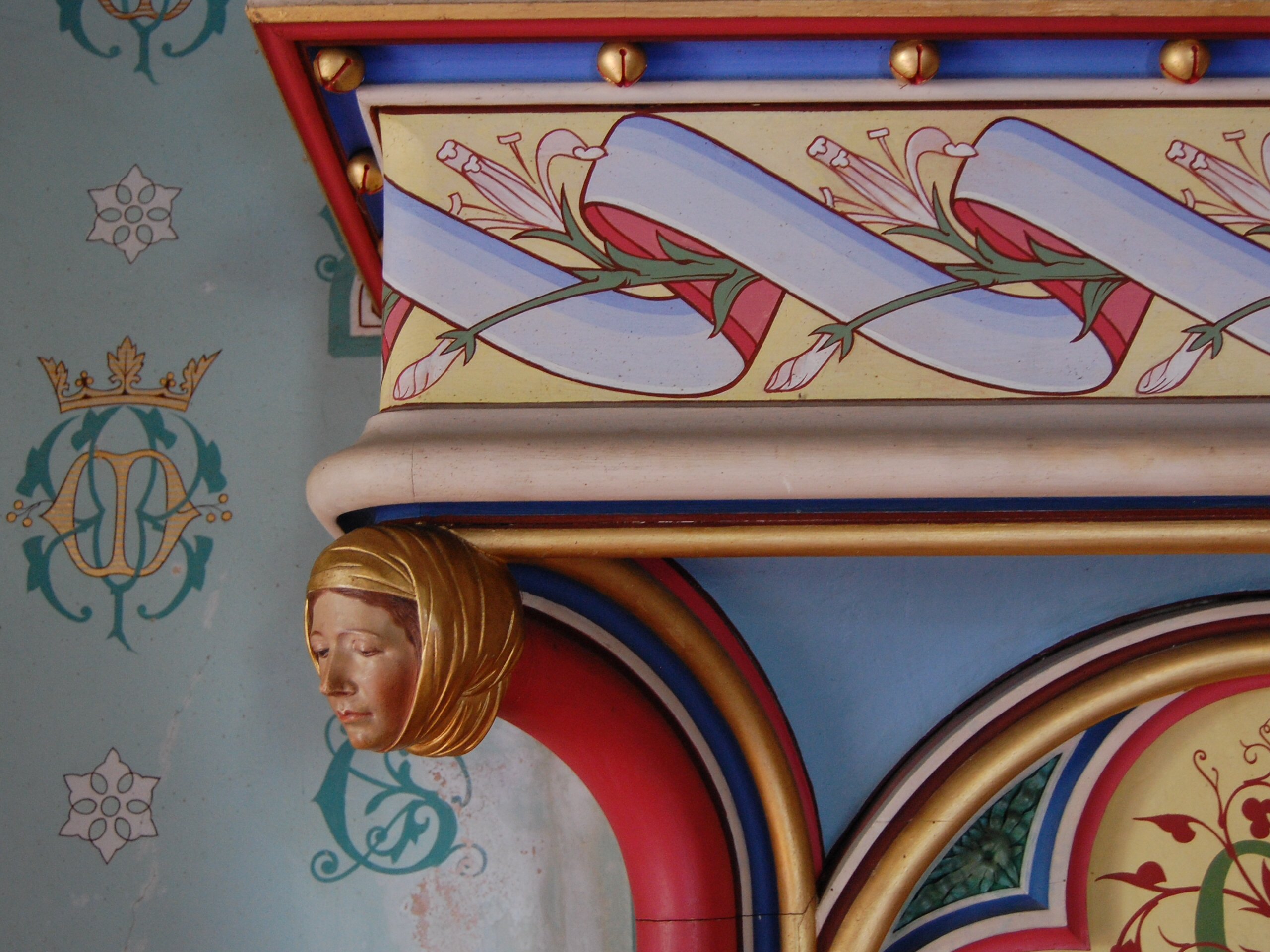
Détail de la Chambre Rose par Viollet-le-Duc.
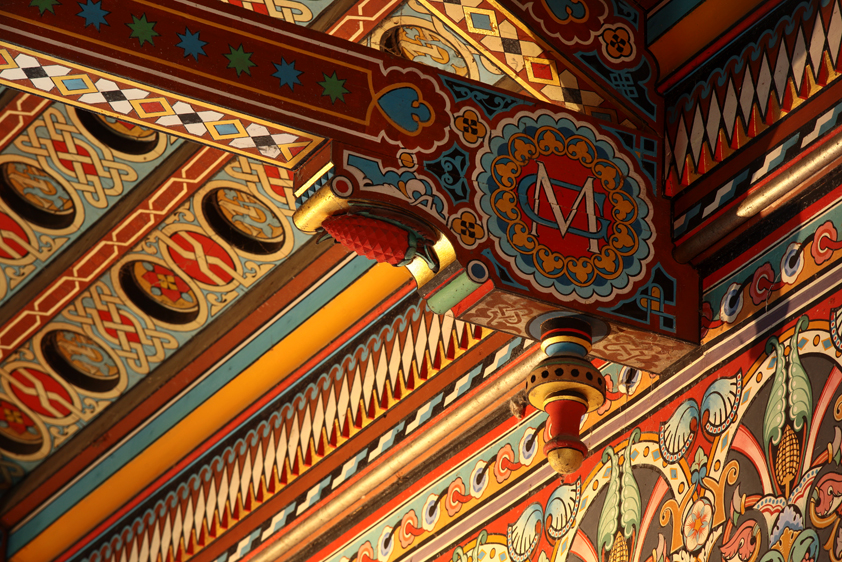
Détail poutre de la chapelle.
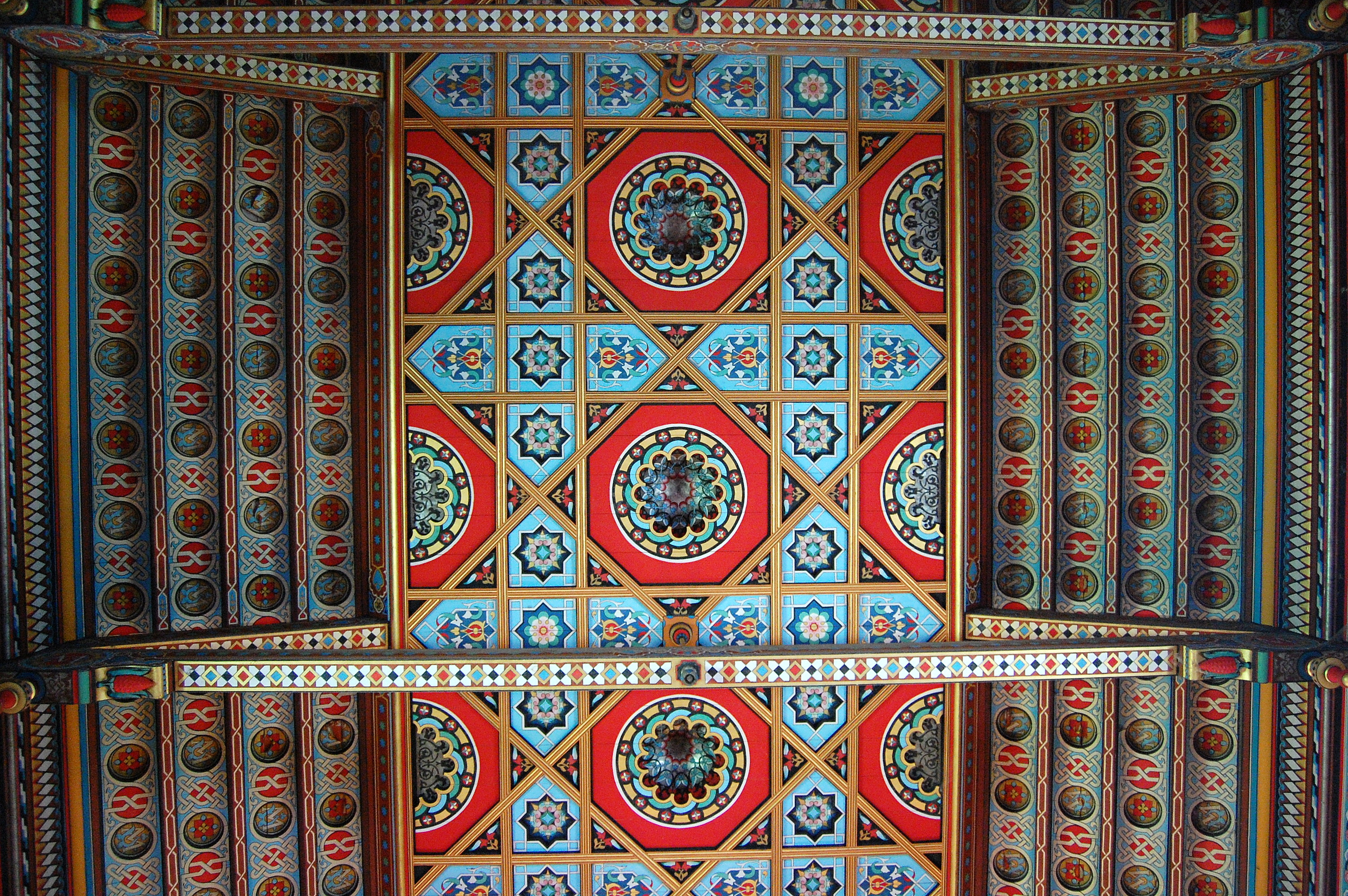
Plafond de la chapelle.
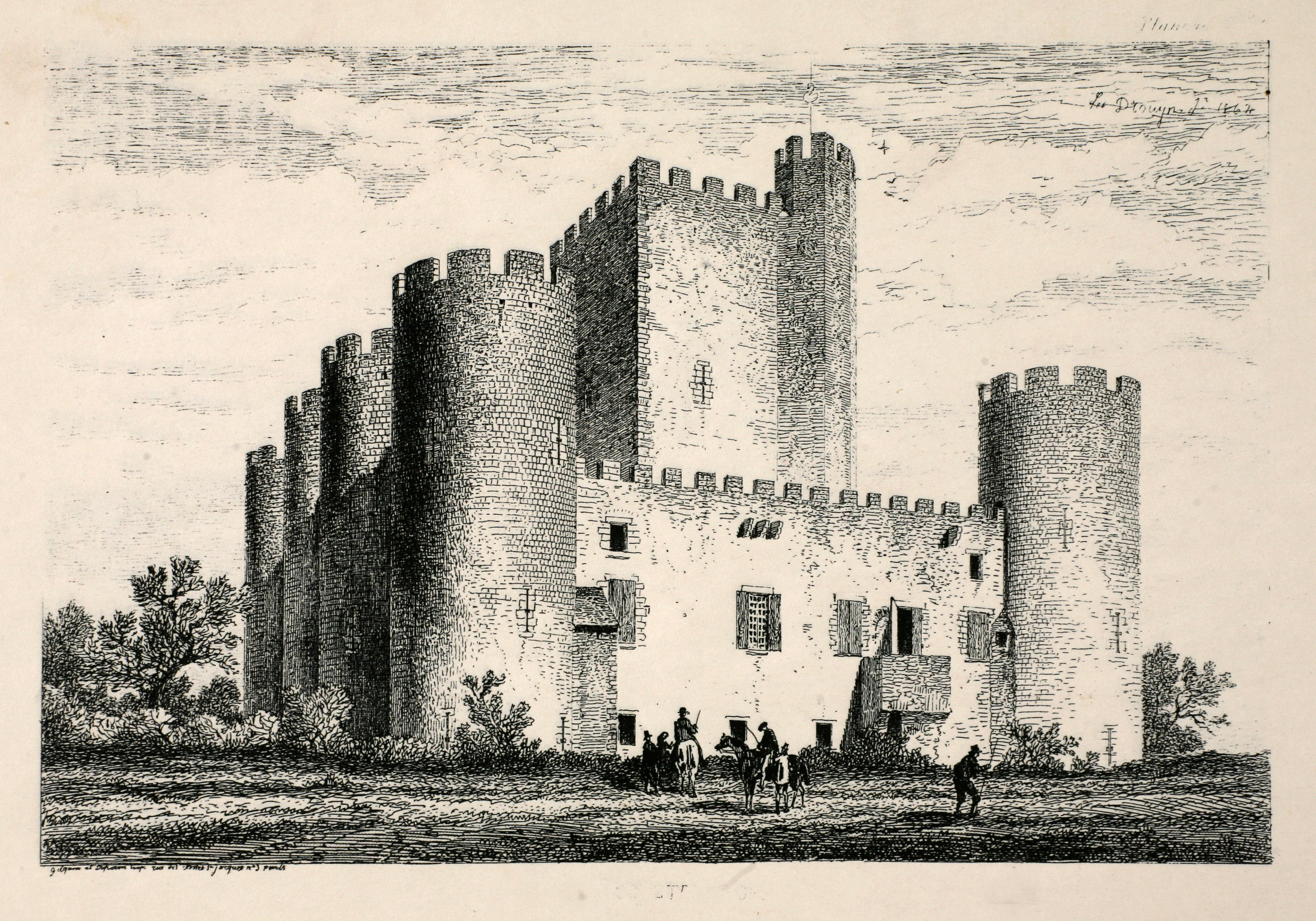
Gravure de Léo Drouyn, du château de Roquetaillade avant la restauration de Viollet-le-Duc.

## Décor de films et de séries TV
Le château de Roquetaillade a servi de décor à plusieurs films, dont Fantômas contre Scotland Yard avec Jean Marais, Mylène Demongeot et  Louis de Funès, Le Pacte des loups avec Vincent Cassel, Docteur Popaul avec Jean-Paul Belmondo, Les Séducteurs avec Roger Moore. On le voit aussi dans certaines séries comme La Poupée sanglante de Marcel Cravenne (1976) d'après Gaston Leroux : c'est le château du marquis de Coutleray, qui se trouve en Vendée dans l'intrigue. La série Highlander fait aussi un détour par Roquetaillade.